# Distrito de Santo Domingo de la Capilla
El distrito de Santo Domingo de la Capilla es uno de los quince distritos administrativos de la Provincia de Cutervo, ubicada en el Departamento de Cajamarca, bajo la administración del Gobierno regional de Cajamarca, en el Perú.  
Desde el punto de vista jerárquico de la Iglesia católica forma parte de la Prelatura de Chota, sufragánea de la Arquidiócesis de Piura.

## Historia
El distrito Santo Domingo de la Capilla fue creado mediante Ley n°12549 del 12 de enero de 1956, en el gobierno del Presidente Manuel A. Odría.

## Geografía
Tiene una superficie de 103,74 km²

## Autoridades

### Municipales
- 2019 - 2022[2]
  - Alcalde: Eyner Edu Castro Fernández, Partido político Cajamarca siempre verde.
  - Alcalde actual, periodo 2023 - 2026: José Teófilo Muñoz Silva, Partido político Avanza País.

### Policiales
- Comisario:    PNP

### Religiosas
- Prelatura de Chota[3]
  - Obispo Prelado: Mons. Fortunato Pablo Urcey, OAR